# Bartleby
Pour les articles homonymes, voir Bartleby (homonymie).
Bartleby (titre original : Bartleby, the Scrivener: A Story of Wall Street) est une nouvelle de Herman Melville parue une première fois en 1853 dans le Putnam's Monthly Magazine et reprise en 1856 dans le recueil Les Contes de la véranda.

## Historique
La nouvelle a été publiée en français sous de nombreux titres différents : Bartleby l'écrivain, Bartleby le scribe, Bartleby : une histoire de Wall Street, et plus simplement Bartleby.
Bartleby est une œuvre éminemment atypique, qui a marqué au XXe siècle les écrivains de l'absurde, entre autres.

## Résumé
Le narrateur est un notaire qui engage dans son étude un dénommé Bartleby pour un travail de clerc, chargé de copier des actes.
Au fil du temps cet être qui s'est d'abord montré travailleur, consciencieux, lisse, ne parlant à personne, révèle une autre part de sa personnalité : il refuse tous les travaux que lui demande son patron. Il ne les refuse pas ouvertement, il dit simplement qu'il « préférerait ne pas » les faire, et ne les fait pas. Et cette phrase revient alors systématiquement dans sa bouche : « I would prefer not to », traduite en français par « je préférerais ne pas », « j'aimerais mieux ne pas » ou encore « j'aimerais autant pas ». Peu à peu, Bartleby cesse complètement de travailler, mais aussi de sortir de l'étude, où il dort. Il ne mange rien d'autre que des biscuits au gingembre, et refuse même son renvoi par son employeur.

## Résonance philosophique et politique
Ce personnage de Melville a inspiré de nombreux théoriciens de ce qu'on a appelé les théories de l'« antipouvoir ». Ainsi Bartleby et sa fameuse phrase « Je préférerais ne pas » (qui conduit son employeur à ne plus rien lui demander) constituent-ils l'illustration de la stratégie de la fuite qui, selon certains théoriciens actuels (Toni Negri, notamment), doit remplacer la lutte directe. Ces penseurs s'approprient souvent la célèbre phrase de George Jackson reprise par Gilles Deleuze : « Fuir, mais en fuyant, chercher une arme ». Il s'agit de combattre l'appareil d'État à distance plutôt que de l'affronter directement. La fuite s'impose non plus comme simple défection mais comme une nouvelle stratégie de lutte. Dans leur préface à leur traduction chez Libertalia, Noëlle de Chambrun et Tancrède Ramonet considèrent cette nouvelle comme une description précise du capitalisme naissant jusqu'à y retrouver une évocation des bullshit jobs analysés par David Graeber. Lors du mouvement Occupy Wall Street, un des slogans était « I would prefer not to  ».

## Postérité

### Adaptations au cinéma
La nouvelle a été adaptée cinq fois au cinéma sous le même titre :
- 1970 : Bartleby réalisé par Jean-Pierre Bastid et Jean-Pierre Lajournade ;
- 1970 : Bartleby réalisé par Anthony Friedman, avec John McEnery, Paul Scofield ;
- 1976 : Bartleby réalisé par Maurice Ronet, avec Maxence Mailfort (Bartleby), Michael Lonsdale ;
- 1993 : Bartleby ou les Hommes au rebut (court-métrage) par Véronique Taquin, avec Daniel Gélin ;
- 2001 : Bartleby réalisé par Jonathan Parker, avec Crispin Glover, David Paymer, Glenne Headly.

### Adaptations au théâtre
- En 1989 : adaptation et mise en scène de René Dupuy, au théâtre Essaïon à Paris, avec Pierre Clémenti.
- En  2004 : adaptation et mise en scène de David Géry au théâtre de la Tempête  à Paris, puis repris au théâtre de la Commune d'Aubervilliers en 2005 et en tournée, avec Yann Collette, Claude Lévèque, Jean-Claude Bolle-Reddat, Raphaël Almosni, Joachim Salinger.
- En 2006 : adaptation et mise en scène de Bartleby le Scribe par Stéphanie Chévara, avec Jean-Pascal Abribat, Maxime Bourotte, Sylvain Ferrandes, Vincent Leenhardt, Hocine Choutri, Igor Nermond, création de la Compagnie Mack et les gars.
- En 2009 : dans une lecture-spectacle mise en scène par François Duval, avec Daniel Pennac à La Pépinière-Théâtre à Paris. Un documentaire sur la préparation du spectacle, Bartleby en coulisses, a été réalisé par Jérémie Carboni (Zerkalo production).
- En 2023 : adaptation et mise en scène de Bartleby (ou J'aimerais mieux pas !) par Jean-Marc Chotteau avec Éric Leblanc, Arnaud Devincre, Jean-Marc Chotteau, Renaud Hézèques et Eddy Vanoverschelde. Production : La Virgule Centre Transfrontalier de Création Théâtrale. Première représentation le 14 mars 2023 au Salon de Théâtre à Tourcoing.

### Adaptations en bande dessinée
- En 2021 ; adaptation par José Luis Munuera aux éditions Dargaud.